# Skanderborg (municipio)
Skanderborg es un municipio (danés, kommune) en la región de Jutlandia Central, en Dinamarca, al suroeste de Aarhus. Tiene una superficie de 436,1 km², y tiene una población total de 58.008 (2012). 
Skanderborg es también el nombre de su principal ciudad, que sirve como sede del concejo municipal.
El 1 de enero de 2007, como resultado de la Kommunalreformen ("La Reforma Municipal" de 2007), el actual municipio de Skanderborg se formó con la fusión de los antiguos municipios de Saknderborg, Galten, Ry y Hørning, junto con la parroquia de Voerladegård del municipio de Brædstrup. El anterior municipio abarcaba una superficie de 416 km², y tenía una población total de 49.469 (2005). Su último alcalde fue Aleksander Aagaard, un miembro del partido político Venstre (Partido Liberal).

## Geografía
El municipio tiene dos de los tres puntos más altos de Dinamarca. El Møllehøj con 170,86 m s. n. m. y el Ejer Bavnehøj con 170,35 m, en la parte meridional, al suroeste de la ciudad de Skanderborg. Himmelbjerget con 147 m s. n. m., está en la parte occidental del municipio y Yding Skovhøj a 170,77 m s. n. m., está en el municipio de Horsens, al oeste de las otras dos máximas alturas de terreno natural.

## Localidades
| Localidades más pobladas de Skanderborg |             |                  |
| N.º                                     | Localidad   | Población (2012) |
| 1                                       | Skanderborg | 18.347           |
| 2                                       | Galten      | 7.874            |
| 3                                       | Hørning     | 7.028            |
| 4                                       | Ry          | 5.618            |
| 5                                       | Låsby       | 1.863            |
| 6                                       | Gammel Rye  | 1.324            |
| 7                                       | Virring     | 947              |
| 8                                       | Stjær       | 947              |
| 9                                       | Tebstrup    | 683              |
| 10                                      | Herskind    | 658              |